# Motala ström
De Motala ström is een Zweedse rivier die loopt van het Vättermeer naar de Oostzee in de provincie Östergötlands län. De rivier mondt uit bij het dorp Loddby dat tot de gemeente Norrköping behoort.
Een deel van het Götakanaal loopt min of meer evenwijdig met deze rivier.